# Fata Morgana

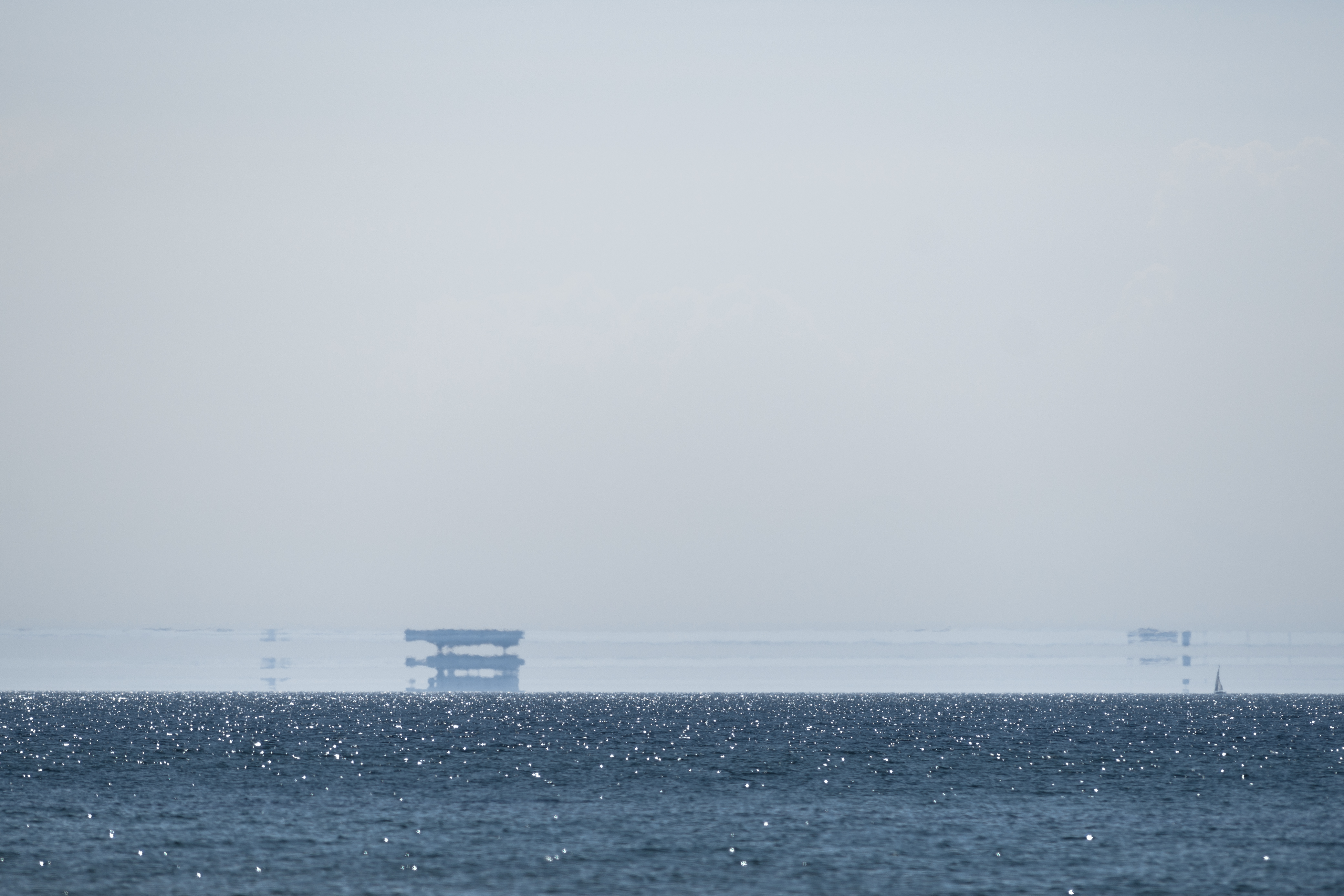
Eine Fata Morgana über der Ostsee (2016). Die Fata Morgana besteht aus gespiegelten und ungespiegelten Bildern über dem ursprünglichen Objekt.

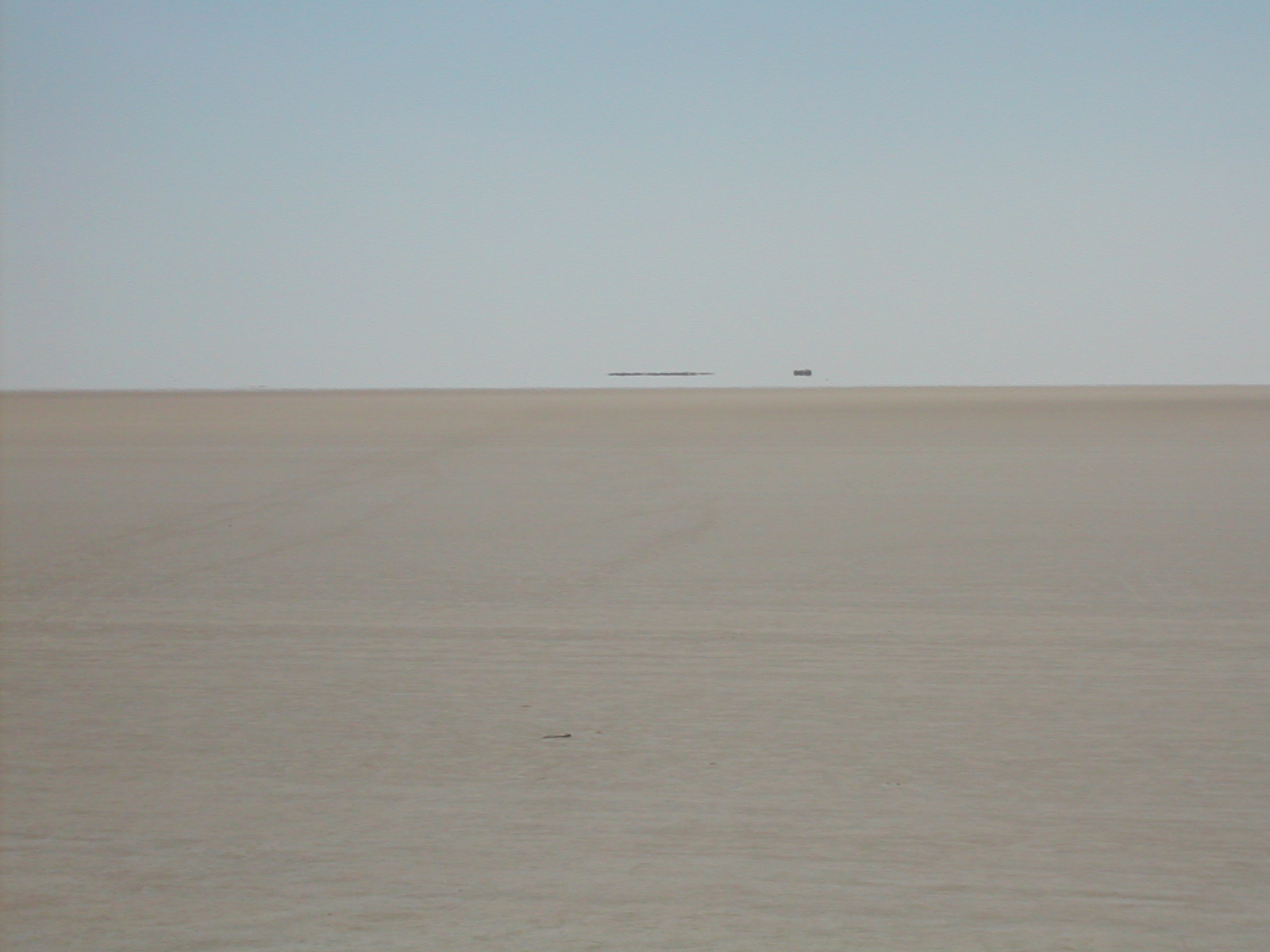
Fata Morgana am Chott el Djerid in Tunesien

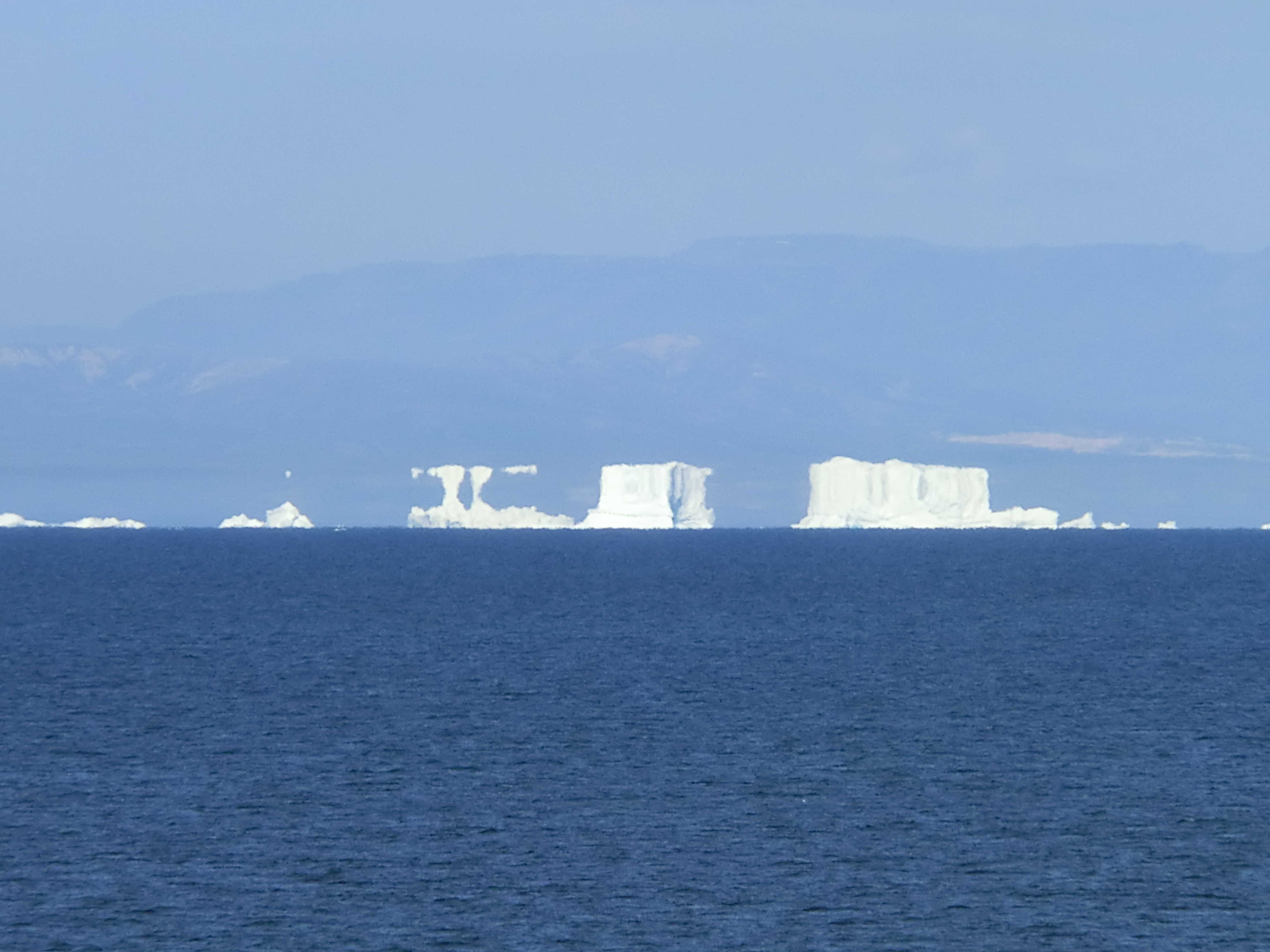
Luftspiegelung an Eisbergen in der Diskobucht (Grönland)

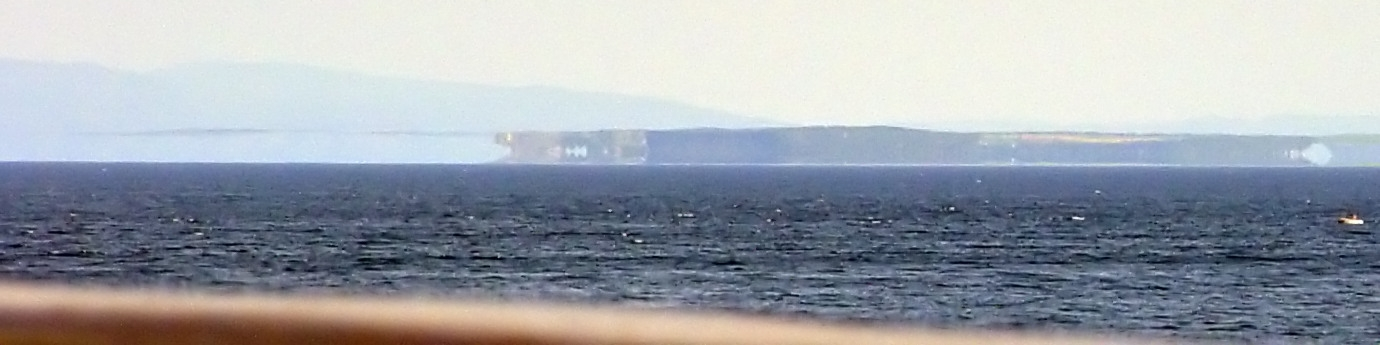
Fata Morgana an der norwegischen Küste: Nur der im Nebel schwach erkennbare Bergrücken ist an realer Position.

Eine Fata Morgana (auch Luftspiegelung genannt) ist ein durch Ablenkung des Lichtes an unterschiedlich warmen Luftschichten auf dem Fermatschen Prinzip basierender optischer Effekt. Es handelt sich hierbei um ein physikalisches Phänomen und nicht um eine visuelle Wahrnehmungstäuschung oder optische Täuschung. Der französische Physiker Gaspard Monge hat 1798 in Niederägypten erstmals Luftspiegelungen naturwissenschaftlich untersucht und gedeutet.

## Wortherkunft
Das Wort „Fata Morgana“ stammt aus dem 18. Jahrhundert und ist dem italienischen „Fee Morgana“ (italienisch fata morgana) entlehnt, ein Name aus der im Mittelalter in ganz Europa verbreiteten Artussage. Morgana bewohnte die mystische und für Sterbliche unerreichbare Insel Avalon. Dementsprechend wurde die Erscheinung einer nicht vorhandenen Insel in der Straße von Messina zwischen dem italienischen Festland und Sizilien mit ihr in Verbindung gebracht.
Das italienische fata gehört zum lateinischen fātum (Schicksal, Weissagespruch) und fārī (sprechen). Der Frauenname Morgana entstammt dem griechischen margarítēs, márgaron (Perle) (arabisch marǧān ‚Koralle‘).
Im Volksglauben wurde die „Fee Morgana“ ursprünglich für die Luftspiegelungen in der Straße von Messina verantwortlich gemacht und dann später als Bezeichnung für ähnliche Phänomene an anderen Orten übertragen.

## Erklärung und Vorkommen
Der Brechungsindex heißer Luft ist geringer als jener der kälteren Luft. Lichtstrahlen, die zunächst eine kalte Luftschicht durchqueren und anschließend in flachem Winkel auf wärmere Luftschichten stoßen, werden vom optisch dünneren Medium bis hin zu einer Totalreflexion weggebrochen. Dafür ist keine scharfe Grenze zwischen heißer und kalter Luft notwendig, es muss auch nicht windstill sein. Kontinuierliche Änderung des Brechungsindex bewirkt eine Krümmung der Strahlen. Wenn in Wüsten solche Luftschichtungen in größerer Höhe auftreten, sieht man Spiegelungen am Himmel, die Fata Morgana.
Auch Vergrößerungen sind möglich, ebenso Mehrfachspiegelungen, welche die gespiegelten Objekte wieder aufrecht erscheinen lassen. Seefahrer früherer Jahrhunderte nannten solche Erscheinungen bei Schiffen auch fliegender Holländer.

An der Straße, die westlich des Nils zwischen Assuan und Abu Simbel in Ägypten verläuft, bildet sich in den Sommermonaten mit ziemlicher Regelmäßigkeit wegen der kaum sich ändernden Wetterlage und Sonneneinstrahlung eine Fata Morgana. Die Touristenbusse stoppen hier und die Passagiere können eine Oase mit mehreren gespiegelten Wasserstellen fotografieren.